# Sýn
Sýn (ранее Fjarskipti hf.) — исландская медиакомпания, которая управляет Vodafone Iceland, Vísir.is и несколькими теле- и радиостанциями, включая Stöð 2, Stöð 2 Sport, Bylgjan и FM 957. Компания также ретранслирует иностранные телеканалы через свою систему цифрового телевидения. В 2017 году компания приобрела большую часть активов 365 Miðlar.